# Paceshifters
Paceshifters is een Nederlandse alternatieve-rockband uit Wijhe bestaande uit de gebroeders Dokman (Paul en Seb) en Jesper Albers.
De band werd opgericht in juni 2008, en in april 2009 bracht de band een split-ep uit met hun Amerikaanse 'helden' Supersuckers. In november van 2009 volgde een eigen single met videoclip, I Don’t Listen, die ze opnamen met Peter van Elderen van Peter Pan Speedrock. Naar aanleiding hiervan traden zij op in het VARA-televisieprogramma De Wereld Draait Door.
In 2010 bracht Paceshifters de eerste cd uit, One For The Road, bij het label Suburban Records. Datzelfde jaar trad de band onder meer op tijdens het Zwarte Cross-festival en in 2011 op Eurosonic. In juli 2011 begon de band aan de preproductie van hun tweede album.
In oktober 2011 vertrokken de Paceshifters naar Durango in Colorado om daar met producer Ed Stasium hun tweede album Home op te nemen. Dit album verscheen op 27 april 2012. Kort daarvoor, op 2 april, was van dit album al de eerste single Davis verschenen. De single gaat over Troy Davis, die werd geëxecuteerd slechts enkele weken voordat de band de studio in ging voor het album Home.
Vanaf het begin tot halverwege 2013 was Koen Klarenbeek de drummer van de band, hij stopte er echter mee en werd vervangen door Jesper Albers. Albers drumde eerder in Automatic Sam en speelt ook samen met Seb Dokman in het bandje Prestcold Molly.
Eind 2013 werd onder leiding van Guido Aalbers begonnen aan de opname van het derde album. De eerste single, Drone, kwam uit in april 2014. Op 7 juni speelde de band op Pinkpop 2014 en op 27 juli stonden ze op de Zwarte Cross. Op 1 september 2014 verscheen het derde album, Breach, naar aanleiding daarvan werd op 26 september een concert in Hedon te Zwolle werd gegeven.
In 2018 gingen ze op tournee voor hun tienjarige bestaan.
De bandleden gingen in 2023 op tour als bandleden van de Australische band Wolfmother, nadat Paceshifters eerder als voorprogramma voor deze band had opgetreden.
In december 2023 vierde de band hun 15-jarig bestaan in Tolhuistuin in Amsterdam. Oorspronkelijk zou dit gevierd worden in poptempel Paradiso.

## Discografie
- Split-ep with Supersuckers (2009)
- I Don't Listen, single (2009)
- One For The Road, album, Suburban (2010)
- Home, album, Simpatico Records/Sonic Rendezvous (2012)
- Breach, album, Goomah/V2/Excelsior (2014)
- Waiting To Derail, album, Goomah Music (2017)
- Live In Concert '17, livealbum, Simpatico Records (2018)
- Split-ep with Wallace Vanborn (2019)
- Brand New Plan, album, Paceshifters (2021)
- Out and Outer, album, Excelsior Recordings (2024)